# Bärenbachtal bei Langenau
Das Naturschutzgebiet Bärenbachtal bei Langenau liegt auf dem Gebiet des Marktes Tettau im Landkreis Kronach in Oberfranken. 
Das Gebiet erstreckt sich nordöstlich von Langenau, einem Ortsteil von Tettau, entlang des Großen und des Kleinen Bärenbaches.

## Bedeutung
Das rund 9,5 ha große Gebiet steht seit 1995 unter der Kenn-Nummer NSG-00406.01 unter Naturschutz. Es handelt sich um Bachtäler mit ausgedehntem Großseggenried.